# آنا كاسل
آنا كاسل (بالسويدية: Anna Cassel)‏ هي رسامة وفنانة سويدية، ولدت في 15 مارس 1860 في Grythyttan ‏ في السويد، وتوفيت في 18 فبراير 1937 في ستوكهولم في السويد.